# قائمة الطائرات
هذة قائمة الطائرات (طائرة ثابتة الجناح ومروحية) مرتبة أبجدياً، بادئة باسم المصنع (أو في بعض الحالات المصمم). هذا القائمة هي قائمة شاملة وليست حصرية بمعني أن عند وجود طائرة مصنعه من عدة شركات أو مصممين أو لها عدة أسماء فكل اسم منهم سوف يذكر. ويجب ملاحظة أن تلك القائمة لا تعتبر كاملة ولكنها تحت تجديد مستمر.
بصفة عامة هذة القائمة لا تشمل طرازات الطائرات.

## أ

### أفيات
- بيتس سبشل

### أنتونوف
- أنتونوف أن-10
- أن 124
- أنتونوف أن-218
- أنتونوف أن-38
- أنتونوف أن-71
- أنتونوف أن-72
- أنتونوف أن-225
- أنتونوف إيه إن - 2
- أنتونوف إيه إن - 3

## إ

### إليوشن
- إليوشن أل-21
- إليوشن إل-1
- إليوشن إل-2
- إليوشن دي بي-3
- إليوشن إل-4
- إليوشن إل-6
- إليوشن إل-10
- إليوشن إل-12
- إليوشن إل-14
- إليوشن إي أل-18
- إليوشن إل-20
- إليوشن إل-22
- إليوشن إل-28
- إليوشن إل-30
- إليوشن إل-32
- إليوشن إل-38
- إليوشن إل-40
- إليوشن إل-46
- إليوشن إل-54
- إليوشن إل-62
- إليوشن إي أل-76
- إليوشن إل-78
- إليوشن إل-80
- إليوشن إي أل-86
- إليوشن إي أل-96
- إليوشن إل 102
- إليوشن إل-103
- إليوشن إي أل-112
- إليوشن إي أل-114
- إليوشن إل-214

### إكسترا فلوكزوكباو
- إكسترا إي إيه-300

### إيرباص
- إيرباص إيه 300
- إيرباص إيه 310
- إيرباص إيه 318
- إيرباص إيه 320
- إيرباص إيه 330
- إيرباص إيه 340
- إيرباص إيه 350
- إيرباص إيه 380
- إيرباص إيه 400إم
- إيرباص بولقا

## آ

### آرو
- آرو إل-39 ألباتروس

## ب

### شركة الطائرات البريطانيةباك
- باك جت بروفوست

### بريتش ايروسبيس
- بريتش إيروسباس ماكدونل دوغلاس إيه في-8 بي هارير الثانية

### بوينغ
- بوينغ 737
- بوينغ 747-400
- بوينغ 747-400 إل سي إف
- بوينغ 707
- بوينغ 727
- بوينغ 747
- بوينغ 767
- بوينغ 777
- بوينغ 787
- بوينغ 747-8
- بوينغ إكس - 45
- بوينغ إف-15 إيغل
- بوينغ لوكهيد مارتن إف-22 رابتور
- بوينغ إف/إيه-18 هورنت
- بوينغ إيه إتش-64 أباتشي
- بوينغ ماكدونل دوغلاس إيه في-8 بي هارير الثانية
- بوينغ بي-52 ستراتوفورتريس
- بوينغ سى إتش - 47 شينوك

### بي إيه إي سيستمز
- بي إيه إي سيستمز ماكدونل دوغلاس إيه في-8 بي هارير الثانية

### بيلاتوس للطائرات
- بيلاتوس بي سي-6

## ت

### تشايز للطائرات
- تشايز سي-123 بروفايدر

### توبوليف
- توبوليف تو-16
- توبوليف تو 344

### تيليدين ريان
- تيليدين ريان سكراب

## ج

### قروب إيروسبيس
- قروب جي 102 أستر
- قروب جي 103 توين أستر
- قروب جي 103 إيه توين الثانية
- قروب جي 104 سبيد أسترك
- قروب جي 109
- قروب جي115
- قروب جي 116
- قروب جي 103 إيه توين الثانية
- قروب جي 118
- قروب جي 120
- قروب جي 140
- قروب جي 180
- قروب جي إف 200
- قروب جي 850
- قروب إجريت
- قروب ستارتو 2 سي

### غرومان
- غرومان إف-14 توم كات
- غرومان إي 1 تراسر
- غرومان إي - 2 هوك آي

### جنيرال أتوميكس
- جنيرال أتومكس إم كيو-1 بريداتور

## د

### داسو للطيران
- داسو ألفا جت
- داسو رافال
- داسو ميراج 2000
- داسو ميراج الثالثة
- داسو فالكون 20
- داسو ميراج 5

### شركة طائرات دوغلاس
- دوغلاس دوغلاس إيه-1 سكاي رايدر
- دوغلاس إيه-4 سكاي هوك
- دوغلاس إيه سي-47 سبوكي
- دوغلاس دولفن
- دوغلاس دي سي-2
- دوغلاس دي سي-3
- دوغلاس دي سي-4
- دوغلاس دي سي-6
- دوغلاس دي سي-7
- دوغلاس دي سي-8

### دورنير
- دورنير ألفا جت

## ر
- رايت فلاير

## س

### سوخوي
- سوخوي سو-7
- سوخوي سو-17
- سوخوي سو-24
- سوخوي سو-25
- سوخوي سو-27
- سوخوي سو-34
- سوخوي سو-35
- سوخوي سو-47

### سيكورسكي للطائرات
- سيكورسكي إس-29 إيه
- سيكورسكي إس-30
- سيكورسكي إس-31
- سيكورسكي إس-32
- سيكورسكي إس-33
- سيكورسكي إس-34
- سيكورسكي إس-35
- سيكورسكي إس-36
- سيكورسكي إس-37
- سيكورسكي إس-38
- سيكورسكي إس-39
- سيكورسكي إس-40
- سيكورسكي إس-41
- سيكورسكي إس-42
- سيكورسكي إس-43
- سيكورسكي إس-45
- سيكورسكي إس-47
- سيكورسكي إس-48
- سيكورسكي إس-49
- سيكورسكي إس-51
- سيكورسكي إس-52
- سيكورسكي إس-55
- سيكورسكي إس-56
- سيكورسكي إس-58
- سيكورسكي إكس إتش-39
- سيكورسكي إس-60
- سيكورسكي إس-61
- سيكورسكي إس-61 إر
- سيكورسكي إس-62
- سيكورسكي إس-64
- سيكورسكي إس-65
- سيكورسكي إس-67
- سيكورسكي إس-69
- سيكورسكي إس-70
- سيكورسكي إس-72
- سيكورسكي إس-75
- سيكورسكي إس-76
- سيكورسكي سي إتش-53إي سوبر ستاليون
- سيكورسكي إس-92
- سيكورسكي إكس-2
- سيكورسكي سايفر
- سيكورسكي في إس-44
- سيكورسكي في إس-300

## ص
- صقر الأردن

## ف

### فيرتشايلد للطيران
- فيرتشايلد إيه-10 ثاندر بولت الثانية
- فيرتشايلد سي-123 بروفايدر

## ل

### لوكهيدولوكهيد مارتن
- لوكهيد تي-33
- لوكهيد مارتن لوكهيد مارتن إف-22 رابتور
- لوكهيد مارتن إف - 117 نايت هوك
- لوكهيد إي سي - 130
- لوكهيد إيه سي-130
- لوكهيد مارتن لوكهيد سي-130 هيركوليز

## م

### ماكدونل دوغلاس
- ماكدونل دوغلاس إف-15 إيغل
- ماكدونل دوغلاس إف/إيه-18 هورنت
- ماكدونل دوغلاس إيه-4 سكاي هوك
- ماكدونل دوغلاس ماكدونل دوغلاس إيه في-8 بي هارير الثانية
- ماكدونل دوغلاس دي سي 9
- ماكدونل دوغلاس دي سي 10
- ماكدونل دوغلاس أم دي-11
- ماكدونل دوغلاس أم دي-12
- ماكدونل دوغلاس إم دي-80

### مسرشميت
- مسرشميت أم اي 262

### ميكويان
- ميكويان جيروفيتش ميج دي أي إس
- ميكويان جيروفيتش ميج-1
- ميكويان جيروفيتش ميج-3
- ميكويان جيروفيتش ميج-9
- ميكويان جيروفيتش ميج-15
- ميكويان جيروفيتش ميج-17
- ميكويان جيروفيتش ميج-19
- ميكويان-غوريفيتش ميغ-21
- ميكويان-غوريفيتش ميغ-23
- ميكويان جيروفيتش ميج-25
- ميكويان ميج-27
- ميكويان ميج-29
- ميكويان ميج-31
- ميكويان ميج-35

## ن

### نورثروب
- نورثروب إف/إيه-18 هورنت

### نورثروب غرومان
- نورثروب غرومان آر كيو - 4 غلوبال هوك
- نورثروب غرومان بي 2 سبيرت

### نورث أمريكان أفياشن
- نورث أمريكان نورث أمريكان إف-86 سابر
- بي-25 ميتشل

## هـ

### هانتينج للطائرات
- هانتينج جت بروفوست

### هوكر سايدلي
- هوكر سايدلي هارير
- هوكر هنتر

### الهيئة المصرية العامة للطيران
- حلوان 300

## ي

### ياكوفليف
- ياكوفليف إير-1
- ياكوفليف إير-2
- ياكوفليف إير-3
- ياكوفليف إير-4
- ياكوفليف إير-5
- ياكوفليف إير-6
- ياكوفليف إير-17
- ياكوفليف يو تي-1
- ياكوفليف يو تي-2
- ياكوفليف ياك-1
- ياكوفليف ياك-2
- ياكوفليف ياك-3
- ياكوفليف ياك-4
- ياكوفليف ياك-5
- ياكوفليف ياك-6
- ياكوفليف ياك-7
- ياكوفليف ياك-8
- ياكوفليف ياك-9
- ياكوفليف ياك-10
- ياكوفليف ياك-11
- ياكوفليف ياك-12
- ياكوفليف ياك-13
- ياكوفليف ياك-14
- ياكوفليف ياك-15
- ياكوفليف ياك-16
- ياكوفليف ياك-17
- ياكوفليف ياك-18
- ياكوفليف ياك-18 تي
- ياكوفليف ياك-19
- ياكوفليف ياك-23
- ياكوفليف ياك إي دجي
- ياكوفليف ياك-25
- ياكوفليف ياك-25(1947)
- ياكوفليف ياك-26
- ياكوفليف ياك-27
- ياكوفليف ياك-28
- ياكوفليف ياك-30
- ياكوفليف ياك-30 (1948)
- ياكوفليف ياك-32
- ياكوفليف ياك-36
- ياكوفليف ياك-38
- ياكوفليف ياك-40
- ياكوفليف ياك-42
- ياكوفليف ياك-43
- ياكوفليف ياك-44
- ياكوفليف ياك-46
- ياكوفليف ياك-48
- ياكوفليف ياك-50 (1949)
- ياكوفليف ياك-50 (1975)
- ياكوفليف ياك-52
- ياكوفليف ياك-54
- ياكوفليف ياك-55
- ياكوفليف ياك-56
- ياكوفليف ياك-100
- ياكوفليف ياك-112
- ياكوفليف ياك-130
- ياكوفليف ياك-141
- ياكوفليف بوتشلا